# 袁国厚
袁国厚，中华人民共和国政治人物、外交官。1999年，接替段春来担任中华人民共和国驻贝宁大使。2001年，由王信石接任，其改任中华人民共和国驻刚果共和国大使。